# Dasychira bonniwelli
Dasychira bonniwelli är en fjärilsart som beskrevs av Barnes och Benjamin 1924. Dasychira bonniwelli ingår i släktet Dasychira och familjen tofsspinnare. Inga underarter finns listade i Catalogue of Life.